# Рыжавка (Черкасская область)
Ры́жавка (укр. Рижавка) — село в Уманском районе Черкасской области Украины.

## Население
Население по переписи 2001 года составляло 1025 человек.

### Языковой состав
Родной язык населения по данным переписи 2001 года:
| Язык       | Численность, чел. | Доля     |
| ---------- | ----------------- | -------- |
| Украинский | 995               | 97,07 %  |
| Русский    | 16                | 1,56 %   |
| Молдавский | 12                | 1,17 %   |
| Другое     | 2                 | 0,20 %   |
| Итого      | 1 025             | 100,00 % |

## История
В июле 1995 года Кабинет министров Украины утвердил решение о приватизации находившегося здесь совхоза.

## Местный совет
20381, Черкасская обл., Уманский р-н, с. Рыжавка, ул. Советская, 1